# Alte Salzstraße
L'Alte Salzstraße (alemany per a antic camí de la sal), és una antiga ruta comercial d'aproximadament 100 km de longitud entre les ciutats de Lüneburg i Lübeck. Un dels objectius del camí era transportar la sal a les ciutats costaneres del mar Bàltic perquè la indústria pesquera del nord pogués salar l'arengada i poder comerciar amb ella al llarg de les ciutats costaneres del nord d'Europa mitjançant la Lliga Hanseàtica. La sal era a l'època antiga un bé molt valorat (vegeu: Història de la sal) i necessitava ser transportada a llocs on era necessària. Avui és una ruta de senderisme.

## Història
L'Alte Salzstraße posseeix una pàgina a la història de la sal i pot dir-se que es remunta al Neolític l'establiment a Europa de certes rutes comercials que van connectar diverses poblacions relativament distants a causa d'una transhumància constant. Aquest tràfec de persones va donar aviat lloc a un moviment de mercaderies. Al cas de la Salzstraße la geografia va afavorir a connectar Lüneburg amb el port bàltic de Lübeck. El període més pròsper d'aquesta via comercial coincideix amb els segles del XII al XVI als quals proveeix de sal la indústria pesquera del mar bàltic. Cobra molta importància en el mercat d'Escània (Escània), on es tracta amb grans quantitats de peix en salaó.
La ruta adquireix molta rellevància perquè connecta les mines salines dels afores de la ciutat de Lüneburg. La connexió es fa des del 1398 a causa que sobre l'Elba que a Artlenburg (als afores de Lauenburg d'Elba) es connecta mitjançant el canal de Stecknitz, un dels canals navegables més antics d'Europa. Tota aquesta infraestructura va connectar-se, juntament amb múltiples Salzspeicher (magatzems de sal), al llarg de la ruta i va fer que es proveïssin les zones pesqueres de sal, el que va afavorir el comerç al mar bàltic. Una barca de sal trigava prop de 20 dies per arribar des de les mines del sud fins a Lübeck.

## Turisme
Als temps moderns, el camí queda una excursió natural i cultural, que es pot recórrer a peu o en bicicleta. Al llarg d'aquesta ruta es troben diferents punts d'interès cultural com les ciutats de Lüneburg, Lauenburg, Mölln i Lübeck, que destaquen per la bellesa de les façanes de les cases i els petits carrerons.

### Ruta en bicicleta
Hi ha dues opcions per a fer aquesta ruta: La primera, la ruta principal i la segona, l'adaptada.
La principal via curta, (95 km) condueix els ciclistes a través de diversos pobles pintorescs com Lauenburg, Büchen, Mölln i Krummsee i també es passa pel Monestir de Lüne. L'altra, resulta especialment atractiva per als amants de la natura. Els camins de 106 km de llarg divergeixen de la ruta principal a Witzeeze, continua a través del Parc Natural de Lauenberg i es torna a ajuntar a la via principal just abans de Lübeck.